# 石黒彩
石黒 彩（いしぐろ あや、1978年5月12日 - ）は、日本のタレントである。北海道札幌市中央区出身。有限会社ココナッツカンパニー、クラッチ.（業務提携）所属。元モーニング娘。の1期メンバー。夫はLUNA SEAの真矢。
服飾関係の道を選びモーニング娘。を卒業。その後、LUNA SEAのドラマー・真矢と結婚。子育て記のエッセイ、料理本を出版しカリスマ主婦としても活動している。

## 略歴
- 札幌市立向陵中学校、北海道札幌西陵高等学校卒業、北海道女子短期大学中退。
- 1997年、テレビ東京系『ASAYAN』内の「シャ乱Q女性ロックボーカリストオーディション」（優勝者は平家みちよ）の最終候補に選ばれるものの落選。同じく最終候補に選ばれた中澤裕子、飯田圭織、安倍なつみ、福田明日香と共に、課題曲を5日間で5万枚完売すればメジャーデビュー出来ると言う条件の下、「モーニング娘。」を結成。課題曲「愛の種」を見事完売。
- 1998年1月28日、「モーニングコーヒー」でメジャーデビューを果たす。
- 1998年10月、飯田圭織、矢口真里と共に、グループ内ユニット、タンポポを結成。
- 1998年12月31日、第40回日本レコード大賞最優秀新人賞を獲得、『NHK紅白歌合戦』に初出場。
- 1999年12月5日、服飾関係の道を目指すため、グループからの卒業を発表。
- 2000年1月7日、大阪厚生年金会館で行われた『Hello! Projectハッピーニューイヤー 2000』をもってモーニング娘。およびハロー!プロジェクトから卒業。
- 2000年5月、LUNA SEAの真矢と結婚。11月、第1子女児を出産。
- 2002年9月、第2子女児を出産。
- 2003年12月、東海テレビで放送された『アイアン主婦決定戦』に結婚後初のテレビ出演。
- 2003年、第一回キッチンニスト大賞（料理愛好家の著名人を表彰）を受賞（タレント・料理研究家・グッチ裕三と）。
- 2004年8月、第3子男児を出産。
- 2005年5月、真矢と出雲大社で挙式を行う。
- 2006年8月8日、同日放送の『ロンドンハーツ』で卒業以来初めて元モーニング娘。メンバー（中澤裕子、保田圭）と共演した。
- 2006年8月10日、アメーバブログに『石黒彩 オフィシャルブログ（あやっぺのぶたの貯金箱）』を開設[2]。
- 2010年5月25日、同日放送の『シアワセ結婚相談所』で市井紗耶香と共演した。なお、収録日（5月6日）のお互いのブログで再会を報告している。
- 2012年3月10日、日本武道館で行われたドリームモーニング娘。の公演にゲストとして出演。タンポポの楽曲を飯田圭織、矢口真里、石川梨華と共に熱唱した[3]。
- 2021年3月17日、Instagramを開始[4]。

## 人物
- モーニング娘。時代の同僚の内、中澤裕子、飯田圭織、保田圭、矢口真里とは現在も親交が有り、仲が良い。
- 家族連れでハロー!プロジェクトのコンサートを観覧する事も有る。
- モーニング娘。に加入前、短大で服飾美術を学んでいた（芸能活動に専念するために中退）。

## 出演
モーニング娘。卒業後は、主婦タレントとしての出演が多い。

### テレビ
- はぴひる!（2004年3月 - 2004年9月、TBS）
- ごはんの学校（2008年8月 - 、東海テレビ）
- 石黒彩ママの美味しいは楽しい〜Uキッズ2009〜（2009年8月22日、北海道文化放送）
- ありがとッ!（2011年4月 - 2016年3月、テレビ神奈川） - 木曜日レギュラー
- 酒メンタリー 生き恥上々 第8弾（2017年7月、北海道放送） [5]
- 相席食堂 「モーニング娘。‐1グランプリ」（2020年12月22日、朝日放送テレビ（ABCテレビ））

### ラジオ
- あねたま!（2012年4月 - 、TBSラジオ「たまむすび」火曜日内）
- アネキと慶子のヘルシークッキング（2011年4月 - 2012年3月、TBSラジオ「小島慶子 キラ☆キラ」火曜日内）

など

### 映画
- 『それいけ!アンパンマン つきことしらたま〜ときめきダンシング〜』（2004年7月17日公開） - つきこ 役　※声の出演
- 『アリーナロマンス』（2007年10月6日公開） - トップさん 役

### PV
- スターダストレビュー「Crying」（2012年）

### ライブ
- Hello! Project COUNTDOWN PARTY 2013 〜GOOD BYE & HELLO!〜（2013年12月31日、中野サンプラザ）[6]
- Hello! Project 20th Anniversary!! Hello! Project 2018 WINTER 〜FULL SCORE〜（2018年1月28日、愛知県芸術劇場 大ホール）[7] - モーニング娘。初期メンバー5人でサプライズゲスト出演
- Hello! Project 20th Anniversary!! Hello! Project ひなフェス 2018「Hello! Project 20th Anniversary!! プレミアム」（2018年3月31日、パシフィコ横浜 展示ホールA/B）[8] - モーニング娘。初期メンバー5人でゲスト出演

## 書籍
- 娘。からママへ―石黒彩のLOVE2子育てレボリューション（2003年9月1日、角川書店）ISBN 4048838350
- 子育てプロジェクト!（2004年11月20日、光文社） ISBN 4334974686

本書の帯に飯田圭織がコメントを寄せている。
- 石黒彩の3びきのこぶた食堂（2007年11月1日、主婦の友社）- 料理本。